# ورسهوفن
ورسهوفن (به آلمانی: Wershofen) یک شهر در آلمان است که در اهرویلر واقع شده‌است. ورسهوفن ۸۸۶ نفر جمعیت دارد.